# Senador Amaral
Senador Amaral là một đô thị thuộc bang Minas Gerais, Brasil. Đô thị này có diện tích 151,135 km², dân số năm 2007 là 5051 người, mật độ 39 người/km².